# Famille de Ferrières
Pour les articles homonymes, voir Ferrières.
 (mars 2024).
La mise en forme du texte ne suit pas les recommandations de Wikipédia : il faut le « wikifier ».
Les points d'amélioration suivants sont les cas les plus fréquents. Le détail des points à revoir est peut-être précisé sur la page de discussion.
- Les titres sont pré-formatés par le logiciel. Ils ne sont ni en capitales, ni en gras.
- Le texte ne doit pas être écrit en capitales (les noms de famille non plus), ni en gras, ni en italique, ni en « petit »…
- Le gras n'est utilisé que pour surligner le titre de l'article dans l'introduction, une seule fois.
- L'italique est rarement utilisé : mots en langue étrangère, titres d'œuvres, noms de bateaux, etc.
- Les citations ne sont pas en italique mais en corps de texte normal. Elles sont entourées par des guillemets français : « et ».
- Les listes à puces sont à éviter, des paragraphes rédigés étant largement préférés. Les tableaux sont à réserver à la présentation de données structurées (résultats, etc.).
- Les appels de note de bas de page (petits chiffres en exposant, introduits par l'outil «  Source ») sont à placer entre la fin de phrase et le point final[comme ça].
- Les liens internes (vers d'autres articles de Wikipédia) sont à choisir avec parcimonie. Créez des liens vers des articles approfondissant le sujet. Les termes génériques sans rapport avec le sujet sont à éviter, ainsi que les répétitions de liens vers un même terme.
- Les liens externes sont à placer uniquement dans une section « Liens externes », à la fin de l'article. Ces liens sont à choisir avec parcimonie suivant les règles définies. Si un lien sert de source à l'article, son insertion dans le texte est à faire par les notes de bas de page.
- La présentation des références doit suivre les conventions bibliographiques. Il est recommandé d'utiliser les modèles {{Ouvrage}}, {{Chapitre}}, {{Article}}, {{Lien web}} et/ou {{Bibliographie}}. Le mode d'édition visuel peut mettre en forme automatiquement les références.
- Insérer une infobox (cadre d'informations à droite) n'est pas obligatoire pour parachever la mise en page.

Pour une aide détaillée, merci de consulter Aide:Wikification.
Si vous pensez que ces points ont été résolus, vous pouvez retirer ce bandeau et améliorer la mise en forme d'un autre article.
Ne doit pas être confondu avec Famille de Ferrières de Sauvebœuf.
La famille de Ferrières (de Ferrers en anglais), qui tire son qualificatif du toponyme Ferrières dans le département de l'Eure, est une des grandes familles du baronnage anglo-normand. Elle atteint son apogée au début du XIIIe siècle avec Guillaume IV († 1254)), le 5e comte de Derby. Les comtes de Derby comptent alors parmi les cinq ou six familles les plus riches du Royaume d'Angleterre.
Robert II († 1279), le 6e comte de Derby, mène la famille à la ruine après une rébellion en 1265. Son fils John Ier réussit à se reconstituer un peu de patrimoine, mais les Ferrières resteront par la suite une famille de barons de deuxième ou troisième rang. En 1300, la lignée mâle principale est convoquée au Parlement en tant que baron Ferrers de Chartley. Cette lignée s'éteint en 1450, son patrimoine passe, par mariage, à la famille Dévereux puis à la famille de Shirley. Une branche cadette, issue de William V († 1287), s'établit comme une famille de deuxième ou troisième rang et est convoquée au Parlement en tant que baron Ferrers de Groby (Leicestershire) à partir de 1299. Cette lignée s'éteint en 1425, son patrimoine passe à la famille Grey de Groby, futurs comtes de Kent et ducs de Suffolk, dont la reine Jane. La lignée mâle des Ferrières, seigneurs de Ferrières et Chambrais en Normandie, s'éteint en 1502.

## Comtes de Derby et barons Ferrers de Chartley

### Histoire de la famille

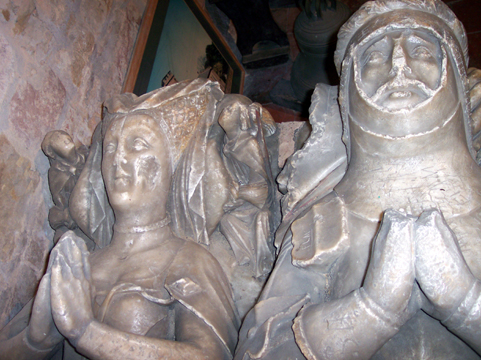
Monument funéraire du 2e comte et de sa femme Margaret Peverel.

En 556 (selon d'anciens titres de la famille brûlés pendant la Révolution) Rioult de la Ferrière fut l'un des trois seigneurs à condamner à mort Saint Bômer.
L'ancêtre Vauquelin ou Gauchelin de Ferrières (Walkelin(e) de Ferrers, Walchelin de Ferriers), baron normand de Ferrières-Saint-Hilaire, est tué, en 1040, dans un conflit l'opposant à Hugues Ier de Montfort durant la minorité de Guillaume le Bâtard (plus tard le Conquérant). En 1049 Yvain de la Ferrière fournit 200 hommes d'armes au duc, à Falaise, avant la reprise de Domfront.
Le fils de Gauchelin et primo-géniteur de la famille en Angleterre (cf. Wiki-en) est Henri († 1093/1100), seigneur de Ferrières et de Chambrais. Il est possible qu'il ait combattu à la bataille d'Hastings. Il participe à la conquête normande de l'Angleterre, et reçoit assez rapidement des domaines, principalement dans le Leicestershire et le Derbyshire. (Il est un des quatre barons qui portaient les candélabres au sacre du roi). Il installe son centre de commandement à Tutbury. Cette seigneurie donne son nom à ses domaines, l'honneur de Tutbury, qui comprend pratiquement toute la moitié sud du Derbyshire. Il fait alors partie des barons les plus importants su royaume.
Son fils aîné Guillaume Ier hérite du patrimoine normand de Ferrières. Il est l'ancêtre de la famille Ferrières d'Oakham.
Son fils Robert Ier († 1139) est récompensé par le titre de comte de Derby pour ses services à la bataille de l'Étendard contre les troupes de l'envahisseur écossais. Les Ferrières portent le titre jusqu'en 1269. Robert II († v. 1160), 2e comte de Derby, fonde l'abbaye de Merevale. Son petit-fils Guillaume II († 1190), 3e comte de Derby, s'oppose à Henri II durant la révolte de ses fils (1173-1174). Il fortifie ses châteaux de Tutbury et Duffield et pille la cité royale de Nottingham. Après sa soumission, ses châteaux sont rasés. Il est tué, en 1191, au siège de Saint-Jean-d'Acre durant la troisième croisade.
Gautier de la Ferrière défend le château de Domfront pour Isabelle, la femme de Jean Sans Terre après la mort de Richard Ier en 1199 .
Guillaume III († 1247), 4e comte de Derby, est l'un des commandants de l'armée qui reprendre la ville de Nottingham, qui était tenue par des partisans de Jean sans Terre, au retour de Richard Cœur de Lion en 1194. Lorsque Jean monte sur le trône, il ne lui en tient pas rigueur est en fait même l'un de ses favoris. Il est présent au lit de mort du roi et, plus tard, aide à assurer la succession pour son jeune fils Henri III. Il est aussi présent au siège de Mountsorrel (Leicestershire) et, en 1217, à la bataille de Lincoln. En 1227, il fait partie des barons qui se révoltent contre le roi et obtiennent des concessions sur les forêts. En 1237, il est l'un des trois conseillers que les barons imposent au roi. Son influence dans la politique anglo-normande est renforcée par la mort de son beau-frère Ranulph de Blondeville († 1232), le 6e comte de Chester. Sa femme Agnès, la sœur du défunt comte, hérite alors d'un vaste territoire entre la Ribble et la Mersey.
Guillaume IV († 1254), le 5e comte de Derby, amène la famille au faîte de sa puissance grâce à l'acquisition de nouveaux domaines et à leur gestion efficace. Il est l'un des personnages importants de la cour d'Henri III, mais des problèmes de santé l'empêchent de poursuivre plus avant sa carrière politique. Les terres historiques des Ferrières forment un bloc compact dans le nord du Staffordshire, la moitié sud du Derbyshire, l'ouest du Nottinghamshire. Il faut y rajouter l'acquisition par héritage du Lancashire entre la Mersey et la Ribble. Sa femme hérite aussi d'une partie des terres de la famille le Maréchal en 1245. Dans les années 1250, leurs terres rapportent environ 1 500 livres par an.
Lorsque son fils Robert III († 1279), le 6e comte de Derby, lui succède, il n'est qu'un mineur, et n'entre en possession de son héritage qu'en 1260. En 1263, il joint le camp de Simon V de Montfort et de la rébellion baronniale contre le roi. Il semble que sa motivation soit sa haine d'Édouard, le fils aîné du roi, qui a conservé une partie de son héritage après 1260, le plaçant dans une situation financière difficile. Après la capture du roi et de son fils Édouard à la bataille de Lewes en 1264, il s'empare de la plupart des terres de ce dernier. Après la libération d'Édouard en 1265, son manque de vision politique ne lui permet pas de comprendre qu'il a été piégé par Simon de Montfort qui cherche à s'emparer de ses terres. Convoqué à Londres pour l'ouverture du Parlement, il est arrêté et emprisonné à la Tour de Londres. À la mort de Montfort à la bataille d'Evesham en 1265, Robert est libéré et fait la paix avec le roi. Mais en 1266, il se rebelle. Il est capturé et emprisonné jusqu'en 1269. Libéré mais incapable de payer l'amende demandée par le roi pour la récupération de ses terres, il est déshérité.

### Généalogie
Généalogie des membres principaux.
```
Vauquelin († v. 1040), seigneur de Ferrières
│
└─> 
Henri
 († 1093/1100), seigneur de 
Ferrières
 et de 
Chambrais
, lord (seigneur) de 
Tutbury

    │
    ├─> Amicie × 
Néel d'Aubigny
, seigneur de 
Cainhoe
 (
en
)
    │
    ├─> Guillaume (I), seigneur de Ferrières et Chambrais
    │   │
    │   └─> Henri († ap. 1136), seigneur de Ferrières et Chambrais, 
    │       │                   lord de 
Lechlade
 (
Gloucestershire
) et d'
Oakham
 (
Rutland
)
    │       │
    │       └─> Vauquelin, 
idem.

    │           │
    │           ├─> Isabelle († 1252)
    │           │   × 
Roger (II) Mortimer
 († 1214), lord de 
Wigmore

    │           │   × Pierre FitzHerbert
    │           │
    │           ├─> Hugues († 1204), lord de Lechlade (
Gloucestershire
) et d'Oakham (
Rutland
)
    │           │   × Margery, fille et héritière de 
Hugues (II) de Say

    │           │
    │           └─> Henri, seigneur de Chambrais
    │               └─> 
Seigneurs de Ferrières et Chambrais, ligne mâle éteinte en 1502 ; sgr. de 
Montfort
, 
Thury
, 
Dangu
, 
Crèvecœur
.

    │
    ├─> Inguenulf († peu après 1100), lord de 
Tutbury

    │
    └─> 
Robert
 (I) († 1139), lord de Tutbury puis 
1
er
 
comte de Derby
 en 1138
        │
        └─> Robert (II) († v. 1160), 
2
e
 
comte
 de Derby
            × 
Margaret
, fille de 
Guillaume Peverell
 
de Nottingham

            │
            └─> Guillaume (William) (II) († 1190), 
3
e
 
comte
 de Derby
                × 
Sybille de Briouze

                │
                ├─> Pernelle × 
Hervey Bagot de Stafford

                │
                └─> Guillaume (III) († 1247), 
4
e
 
comte
 de Derby
                    × Agnès, fille et cohéritière d'
Hugues de Kevelioc
, 
5
e
 
comte de Chester

                    │
                    └─> Guillaume (IV) († 1254), 
5
e
 
comte
 de Derby
                        × Sybille, fille de 
Guillaume le Maréchal
, 
1
er
 
comte de Pembroke

                        ├─> Agnès († 1295) 
× 
William de Vescy

                        │
                        ├─> Mathilde (Maud) († 1299) 
                        │   
× 
Simon de Kyme
 ; Guillaume 
de Vivonne
 (cf. 
des Fors
) ; Aimery IX, 
vicomte de Rochechouart

                        │
                        ├─> Éléonor († 1274) 
                        │   
× William de Vaux ; 
Roger de Quincy
, 
2
d
 
comte de Winchester
 ; Roger de Leyburn

                        │
                        └─> Agatha († 1306) 
× 
Hugues (IV) Mortimer
 
de Chelmarsh

                        × 
Margaret de Quincy
 († 1281) (cf. 
Racines&Histoire : de Quincy, p. 5
)
                        │
                        ├─> William (Guillaume) (V ou 
I
er
) († 1287), lord de 
Grosby
 (
Leicestershire
)
                        │   └─> 
Lords Ferrers de Groby
 
(cf. Wiki-
en
)

                        │
                        ├─> Elizabeth († 1297) × 
William Marshal
 ; 
Dafydd ap Gruffudd
, 
prince de Galles

                        │
                        └─> 
Robert
 (III) († 1279), 
6
e
 
comte
 de Derby (1254-1269)
                            × Marie, fille de 
Hugues XI de Lusignan
, 
comte de la Marche

                            × Éléanor, fille de 
Humphrey (V) de Bohun

                            │
                            └─> 
John
 (I) (1271-1312), 
1
er
 
baron
 Ferrers 
de Chartley

                                │
                                ├─> John (II) († avant 1324)
                                └─> Robert (IV) (1309-1350), 
2
e
 
baron
 Ferrers de Chartley
                                    │
                                    ├─> Robert (V), lord Le Botiller
                                    │   │
                                    │   └─> Robert (VI) 
                                    │       × Joan, fille de 
Jean de Gand
, 
duc de Lancaster

                                    │
                                    └─> John (III) († 1367), 
3
e
 
baron
 Ferrers de Chartley
                                        × Elizabeth, fille de 
Ralph
, 
1
er
 
comte de Stafford

                                        │
                                        └─> Robert (VII) († 1413), 
4
e
 
baron
 Ferrers de Chartley
                                            × Margaret, fille d'
Edward Despenser
, 
1
er
 
baron
 
Despenser

                                            │
                                            └─> Edmund († 1435), 
5
e
 
baron
 Ferrers
                                                │
                                                ├─> William (V ou VI) († 1450), 
6
e
 
baron
 Ferrers
                                                │   │
                                                │   └─> Anne († 1469) 
                                                │       × 
Walter Devereux
, 
7
e
/
1
er
 
baron
 Ferrers, 
comte  d'Essex

                                                │
                                                ├─> Edward
                                                ├─> Richard
                                                ├─> Henri
                                                └─> Edmund 
                                                    └─> 3 fils, lords de 
Taynton
 (
Gloucestershire
)
                                                    le dernier meurt en 1494.
```

## Lords Ferrers de Groby
Les Ferrières qui sont lords de Grosby (Leicestershire) (cf. Wiki-en) descendent de William (V) († 1287), frère cadet du 6e et dernier comte de Derby

### Histoire
En 1251, William (V ou Ier) reçoit de son père les seigneuries de Faistead, Stebbing et Woodham dans l'Essex. Son frère aîné, le 6e comte de Derby, lui fait don du wapentake de Leyland dans le Lancashire, ce qui augmente considérablement ses possessions. Enfin, au décès de sa mère Margaret de Quincy, fille aînée et cohéritière de Roger de Quincy, 2d comte de Winchester, il reçoit la seigneurie de Grosby et des terres en Écosse. Comme son frère, il soutient Simon V de Montfort durant la seconde guerre des barons, mais bien que capturé au combat à Northampton en 1264, il est pardonné.
Son fils William (II) († 1325) entre au service royal et sert dans les campagnes d'Édouard Ier et Édouard II contre l'Écosse. Il est le premier membre de la famille de Ferrières à être convoqué au parlement en 1299. Son fils Henri (I) († 1343) est sans conteste le membre de cette branche qui réussit le mieux. L'une des raisons principales est qu'il est le seul de cette lignée à succéder adulte au patrimoine familial, ce qui évite à celui-ci les risques d'une tutelle extérieure. Grâce à un mariage judicieux et son entrée au service du roi, il augmente considérablement son patrimoine, notamment avec des terres en Irlande. Il est appointé « gardien des îles Anglo-Normandes » en 1333 et négocie un traité de paix avec le comte de Flandre au début des années 1340.
Son héritier William (III) connaît des problèmes financiers du fait des ravages de la peste noire. Il doit vendre ses possessions en Irlande, et c'est probablement pour cette raison qu'il décide de servir dans la campagne en France de 1355, puis à Poitiers (1356), et enfin dans les deux campagnes d'invasions de la France de 1359-1360, puis de 1369. Il épouse Margaret Ufford, cohéritière de William Ufford, 2d comte de Suffolk. La branche principale de cette famille s'éteint en 1445, avec la mort de son petit-fils William (IV). L'héritage revient à sa petite-fille Elizabeth, fille de son fils aîné Henri (iii), qui a épousé Edward Grey, ancêtre des comtes d'Essex et de Lady Jane Grey qui est reine d'Angleterre pendant 9 jours en 1553. Pourtant, Thomas, le frère d'Henri (iii) était l'héritier légitime de son père. La ligne mâle descendant de Thomas s'éteint en 1848.

### Généalogie
```
William (V) (I) (v.1240-1287), lord (seigneur) de 
Grosby
 (
Leicestershire
)
│
└─> William (II) (1272-1325), 
1
er
 
baron
 Ferrers de Grosby 
    │
    └─> Henri (I) (v.1303-1343), 
2
e
 
baron
 Ferrers de Grosby
        × Isabelle de Verdon
        │
        └─> William (III) (1333-1371), 
3
e
 
baron
 Ferrers de Grosby
            × Margaret Ufford
            │
            └─> Henri (II) (1356-1388), 
4
e
 
baron
 Ferrers de Grosby
                │
                └─> William (IV) (1372-1445), 
5
e
 
baron
 Ferrers de Grosby
                    × 
Philippa de Clifford

                    × Margaret, fille de 
John Montagu
, 
3
e
 
comte de Salisbury

                    × Elizabeth Standisshe
                    │
                    ├─> Henri (III) († 1425)
                    │   └─> Elizabeth × 
Edward Grey († 1457), fils de 
Reginald Grey
, 
3
e
 
baron
 Grey 
de Ruthyn
 
                    │
                    └─> Thomas
```

## Armoiries
| Image | Armoiries |
| ----- | --- |
|       | Armes de la famille de Ferrières D'hermine, à la bordure de gueules chargée de huit fers à cheval d'or. - La commune de Ferrières-Saint-Hilaire (département de l'Eure) porte aujourd'hui le blason de la famille de Ferrières. |